# Morrison (Illinois)
Morrison je grad u američkoj saveznoj državi Ilinois. Prema popisu stanovništva iz 2010. u njemu je živjelo 4.188 stanovnika.